# Renate Krößner
Renate Krößner, o Krössner (Osterode am Harz, 17 maggio 1945 – Blankenfelde-Mahlow, 25 maggio 2020), è stata un'attrice tedesca.

## Filmografia parziale

### Cinema
- Solo Sunny, regia di Konrad Wolf e Wolfgang Kohlhaase (1980)
- Gossenkind, regia di Peter Kern (1991)
- Nordkurve, regia di Adolf Winkelmann (1992)
- Helden wie wir, regia di Sebastian Peterson (1999)
- Waschen, schneiden, legen, regia di Adolf Winkelmann (1999)
- Die Einsamkeit der Krokodile, regia di Jobst Oetzmann (2000)
- Invincibile (Invincible), regia di Werner Herzog (2001)
- Zucker!... come diventare ebreo in 7 giorni (Alles auf Zucker!), regia di Dani Levy (2004)
- Il viaggio di Paul (Mondscheinkinder), regia di Manuela Stacke (2006)
- Vergiss dein Ende, regia di Andreas Kannengießer (2011)
- Marry Me - Aber bitte auf Indisch, regia di Neelesha Barthel (2015)

### Televisione
- Faber l'investigatore (Der Fahnder) - serie TV, un episodio (1988)
- Il commissario Voss (Der Alte) - serie TV, un episodio (1989)
- Vera Wesskamp - serie TV, 12 episodi (1992-1993)
- Bruder Esel - serie TV, 14 episodi (1996)
- Liebling Kreuzberg - serie TV, 4 episodi (1998)
- Stubbe - Von Fall zu Fall - serie TV, 12 episodi (1998-2003)
- Polizeiruf 110 - serie TV, 3 episodi (1976-2007)
- Tatort - serie TV, 6 episodi (1988-2012)
- Die Stadt und die Macht - serie TV, 6 episodi (2016)
- Der Lehrer - serie TV, 5 episodi (2017-2019)

## Premi
- Festival internazionale del cinema di Berlino
  - 1980: "Orso d'argento per la migliore attrice" (Solo Sunny)
- Premio Adolf Grimme
  - 1997: "Series/Miniseries" (Bruder Esel) - condiviso
- Deutscher Filmpreis
  - 1993: "Beste darstellerische Leistung - Weibliche Hauptrolle" (Nordkurve) - condiviso
- RTL Golden Lion Awards
  - 1997: "Best Actress in a Series" (Bruder Esel)
- Eberswalde Film Festival
  - 1980: "Beste Hauptdarstellerin" (Solo Sunny) - condiviso
- Torino Film Festival
  - 2011: "Best Actress" (Vergiss dein Ende)